# Axinella manus
Axinella manus är en svampdjursart som beskrevs av Arthur Dendy 1905. Axinella manus ingår i släktet Axinella och familjen Axinellidae.
Artens utbredningsområde är Sri Lanka. Inga underarter finns listade i Catalogue of Life.